# Mekarjaya (Bayongbong)
Mekarjaya is een bestuurslaag in het regentschap Garut van de provincie West-Java, Indonesië. Mekarjaya telt 4940 inwoners (volkstelling 2010).